# Лопеш, Эужениу
Эужениу де Карвалью Лопеш (порт. Eugénio de Carvalho Lopes, род. 22 января 1929, Порту, Порту) — португальский легкоатлет, выступавший в прыжках в длину, тройном прыжке и беге на короткие дистанции. Участник летних Олимпийских игр 1952 года.

## Биография
Эужениу Лопеш родился 22 января 1929 года в португальском городе Порту.
Выступал в легкоатлетических соревнованиях за «Академику» из Порту, в 1954—1961 годах — за «Спортинг».
Семь раз становился чемпионом Португалии: дважды в прыжках в длину (1952, 1954), четырежды в тройном прыжке (1952—1954, 1958), один раз в эстафете 4х100 метров (1952). Был рекордсменом Португалии в прыжках в длину и тройном прыжке.
В 1952 году вошёл в состав сборной Португалии на летних Олимпийских играх в Хельсинки. В тройном прыжке показал в квалификации 27-й результат — 14,05 метра, недобрав 50 сантиметров до норматива, нужного для попадания в финал.
В 1955—1961 годах участвовал ещё в семи международных турнирах.

## Личный рекорд
- Тройной прыжок — 14,535 (1952)[1]